# Hassan Abdel-Fattah
Hassan Abdel-Fattah Mahmoud Al-Mahsiri (en árabe: حسن عبد الفتاح محمود‎), (n. Riad, Arabia Saudita; 17 de agosto de 1982) es un exfutbolista jordano nacido en Arabia Saudita que jugaba en posición de centrocampista.

## Carrera profesional
Hassan Abdel-Fattah, inició profesionalmente su carrera futbolística en el año 2000 entrando en el club de fútbol Al-Wehdat SC, equipo con el que ganó la Supercopa de Jordania del año 2004 y en el 2005 la Copa AFC, también ganaron el Campeonato nacional de Jordania durante los años 2007, 2008 y 2009, en el mismo año también ganaron la Copa de Jordania.
Durante estas temporadas también pertenecía desde el año 2004 al Al Wihdat Club, donde ganaron la Copa de Jordania de 2004 y 2005, y la Supercopa nacional de 2008 y 2009.
Para la temporada siguiente 2009-2010, se trasladó al equipo de Dubái Hatta club y en la próxima temporada 2010-2011, decidió entrar en el equipo sirio Al Karamah FC donde ganaron la Copa de Siria de 2010 y posteriormente decidió regresar de nuevo al Al Wihdat Club donde juego en posición de centro campista y con la camiseta número 5.

### Equipos
| Periodo   | Club                        | Apariciones | Goles |
| --------- | --------------------------- | ----------- | ----- |
| 2000–2014 | Al-Wehdat SC                | 136         | 58    |
| 2009      | → Hatta Club (cedido)       | 8           | 2     |
| 2009–2010 | → Al-Karamah SC (cedido)    | 20          | 8     |
| 2011      | → Al Kuwait Kaifan (cedido) | 5           | 0     |
| 2012      | → Al-Khor SC (cedido)       | 8           | 3     |
| 2012–2013 | → Al-Khor SC (cedido)       | 12          | 2     |
| 2014–2016 | Al-Kharitiyath              | 37          | 20    |
| 2016–2017 | Al-Wehdat SC                | 18          | 7     |
| 2017–2018 | Al-Shamal SC                | 10          | 3     |
| 2018–2019 | Al-Wehdat SC                | 15          | 5     |

### Selección nacional
Tras su llegada a la Selección de fútbol de Jordania, comenzó participando como reserva en el banquillo durante la Copa Asiática 2004 donde finalmente durante esa temporada no logró jugar en ningún partido.
En el año 2006 participó en las fases de clasificación de la Copa Mundial de Fútbol de 2006. Y desde el año 2011 fue escogido como jugador para la Copa Asiática 2011, donde hasta el momento el equipo nacional ha jugado 40 partidos y ha marcado 7 goles. Actualmente en el año 2013 ha participado en la Clasificación para la Copa Mundial de Fútbol de 2014 donde ha marcado 7 goles.